# Championnat de Zambie de football 2020-2021
Navigation
Saison précédente Saison suivante
La saison 2020-2021 du Championnat de Zambie de football est la soixantième édition de la première division en Zambie. Les dix-huit meilleures équipes du pays s'affrontent deux fois, à domicile et à l'extérieur.
Le club de Nkana FC est le tenant du titre.

## Les clubs participants
- Kabwe Warriors FC
- Power Dynamos FC
- Nkwazi FC
- Green Buffaloes FC
- Green Eagles FC
- Nkana FC
- Lusaka Dynamos FC
- Red Arrows FC
- Zanaco FC
- ZESCO United FC
- Lumwana Radiants Football Club
- NAPSA Stars Lusaka
- Indeni Ndola - Promu de Second Division
- Forest Rangers FC
- Prison Leopards Kabwe  - Promu de Second Division
- Young Green Eagles - Promu de Second Division
- Kitwe United - Promu de Second Division
- Buildcon Ndola

## Compétition
Le barème de points servant à établir le classement se décompose ainsi :
- Victoire : 3 points
- Match nul : 1 point
- Défaite : 0 point

### Classement
| Rang | Équipe                         | Pts | J  | G  | N  | P  | Bp | Bc | Diff |
| ---- | ------------------------------ | --- | -- | -- | -- | -- | -- | -- | ---- |
| 1    | ZESCO United FC                | 71  | 34 | 22 | 5  | 7  | 54 | 26 | +28  |
| 2    | Zanaco FC                      | 55  | 34 | 15 | 10 | 9  | 50 | 36 | +14  |
| 3    | Red Arrows FC                  | 51  | 34 | 14 | 9  | 11 | 35 | 28 | +7   |
| 4    | Kabwe Warriors FC              | 51  | 34 | 14 | 9  | 11 | 37 | 34 | +3   |
| 5    | Green Eagles FC                | 50  | 34 | 12 | 14 | 8  | 39 | 30 | +9   |
| 6    | Prison Leopards Kabwe P        | 48  | 34 | 13 | 9  | 12 | 40 | 33 | +7   |
| 7    | Lusaka Dynamos FC              | 48  | 34 | 12 | 12 | 10 | 35 | 31 | +4   |
| 8    | Nkwazi FC                      | 48  | 34 | 12 | 12 | 10 | 30 | 28 | +2   |
| 9    | Green Buffaloes FC             | 47  | 34 | 11 | 14 | 9  | 41 | 32 | +9   |
| 10   | Power Dynamos FC               | 47  | 34 | 12 | 11 | 11 | 29 | 26 | +3   |
| 11   | Buildcon Ndola                 | 46  | 34 | 13 | 7  | 14 | 42 | 44 | -2   |
| 12   | Forest Rangers FC              | 45  | 34 | 11 | 12 | 11 | 36 | 35 | +1   |
| 13   | Nkana FC T                     | 45  | 34 | 13 | 6  | 15 | 42 | 46 | -4   |
| 14   | Indeni Ndola P                 | 41  | 34 | 9  | 14 | 11 | 39 | 43 | -4   |
| 15   | Young Green Eagles P           | 40  | 34 | 9  | 13 | 12 | 23 | 38 | -15  |
| 16   | NAPSA Stars Lusaka             | 37  | 34 | 9  | 10 | 15 | 34 | 47 | -13  |
| 17   | Lumwana Radiants Football Club | 33  | 34 | 7  | 12 | 15 | 23 | 42 | -19  |
| 18   | Kitwe United P                 | 20  | 34 | 3  | 11 | 20 | 15 | 45 | -30  |

|  | Qualification pour la Ligue des champions de la CAF 2021-2022                        |
|  | Qualification pour la Coupe de la confédération 2021-2022                            |
|  | Relégation directe en Second Division                                                |
|  | T : Tenant du titre C : Vainqueur de la Coupe de Zambie P : Promu de Second Division |

## Bilan de la saison
| Championnat de Zambie de football 2020-2021 |                                 |
| Champion                                    | ZESCO United (9e titre)         |
| Qualifications continentales                |                                 |
| Ligue des champions de la CAF 2021-2022     | ZESCO United                    |
| Ligue des champions de la CAF 2021-2022     | Zanaco FC                       |
| Coupe de la confédération 2021-2022         | Red Arrows FC                   |
| Coupe de la confédération 2021-2022         | Kabwe Warriors FC               |
| Promotions et relégations                   |                                 |
| Promus en Championnat de Zambie de football | Konkola Blades Football Club    |
| Promus en Championnat de Zambie de football | Kafue Celtic Football Club      |
| Promus en Championnat de Zambie de football | Kansanshi Dynamos Football Club |
| Promus en Championnat de Zambie de football | Chambishi Football Club         |
| Relégués en Division One                    | Young Green Eagles              |
| Relégués en Division One                    | NAPSA Stars Lusaka              |
| Relégués en Division One                    | Lumwana Radiants Football Club  |
| Relégués en Division One                    | Kitwe United                    |